# Stigghiole

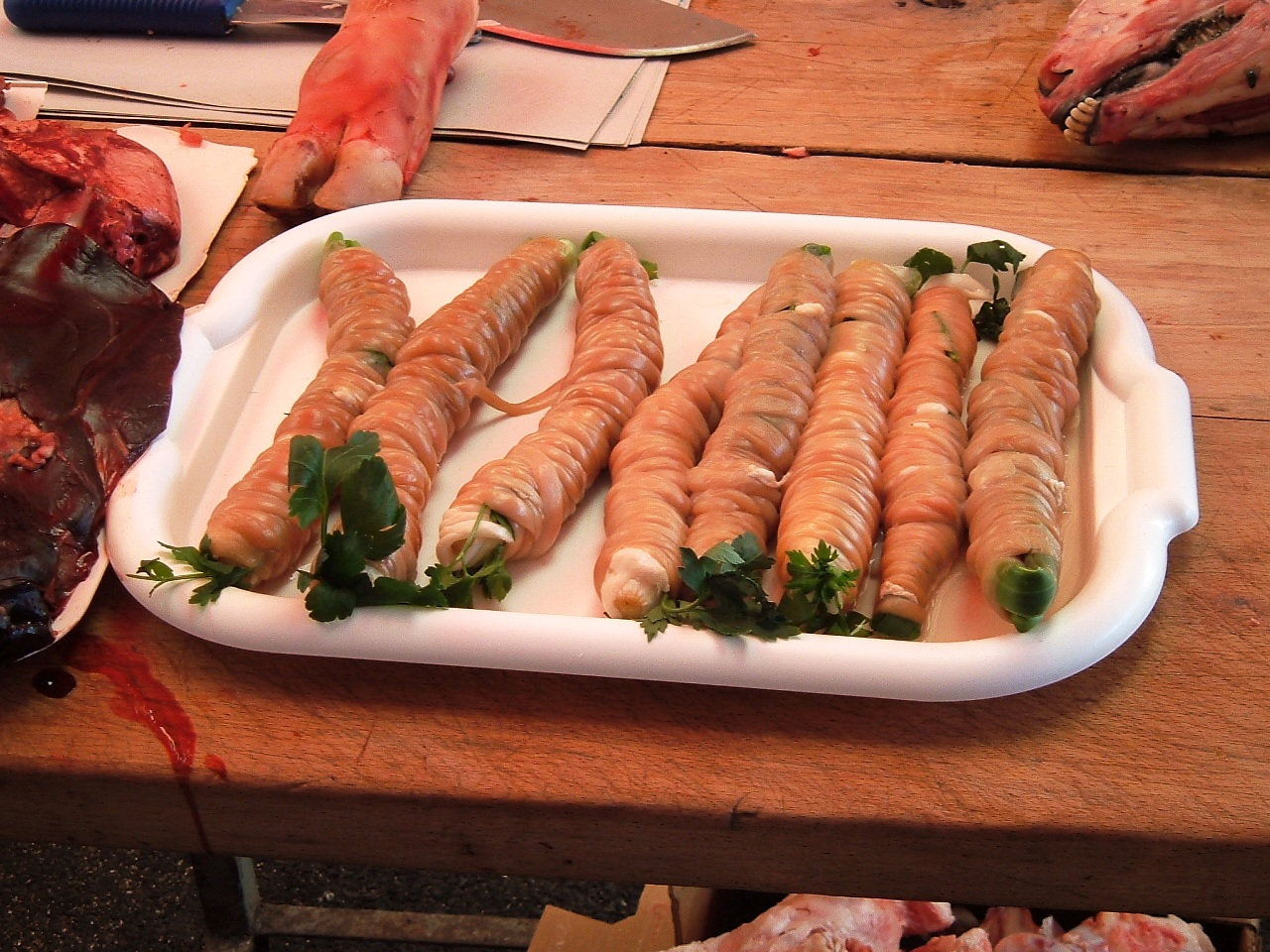
Stigghiole.

Les stigghiole (singulier : stigghiola) ou stigghiuole en sicilien (littéralement « intestins »), sont un plat italien typique de la cuisine sicilienne de la ville de Palerme.

## Description
Les stigghiole sont un plat populaire « de rue » à Palerme. Ce plat de la cuisine dite « pauvre » est généralement préparé dans la rue, cuit sur la braise par le stigghiularu.
La préparation de base originale consiste à utiliser des intestins d'agneau lavés avec de l'eau et du sel, assaisonnés avec du persil, avec ou sans oignons et embrochés, ou encore enroulés sur un oignon nouveau.
Les stigghiole sont consommées chaudes, assaisonnées de sel et citron.